# Keiichiro Nagashima
Keiichiro Nagashima –en japonés, 長島圭一郎, Nagashima Keiichiro– (Ikeda, 20 de abril de 1982) es un deportista japonés que compitió en patinaje de velocidad sobre hielo. 
Participó en tres Juegos Olímpicos de Invierno, entre los años 2006 y 2014, obteniendo una medalla de plata en Vancouver 2010, en la prueba de 500 m.
Ganó dos medallas en el Campeonato Mundial de Patinaje de Velocidad sobre Hielo en Distancia Corta, plata en 2009 y bronce en 2010.

## Palmarés internacional
| Juegos Olímpicos                      | Juegos Olímpicos   | Juegos Olímpicos  | Juegos Olímpicos      |
| Año                                   | Lugar              | Medalla           | Prueba                |
| ------------------------------------- | ------------------ | ----------------- | --------------------- |
| 2010                                  | Vancouver (Canadá) | Medalla de plata  | 500 m                 |
| Campeonato Mundial en Distancia Corta |                    |                   |                       |
| Año                                   | Lugar              | Medalla           | Prueba                |
| 2009                                  | Moscú (Rusia)      | Medalla de plata  | Clasificación general |
| 2010                                  | Obihiro (Japón)    | Medalla de bronce | Clasificación general |